# Bohdan Broniewski
Bohdan Emil Broniewski herbu Tarnawa (ur. 1855 w Opatkowicach, zm. 4 października 1922 w Warszawie) – polski inżynier, przemysłowiec, działacz gospodarczy. Wiceprezydent Rady Ministrów Królestwa Polskiego i minister przemysłu i handlu w rządzie Jana Kantego Steczkowskiego (1918)

## Życiorys

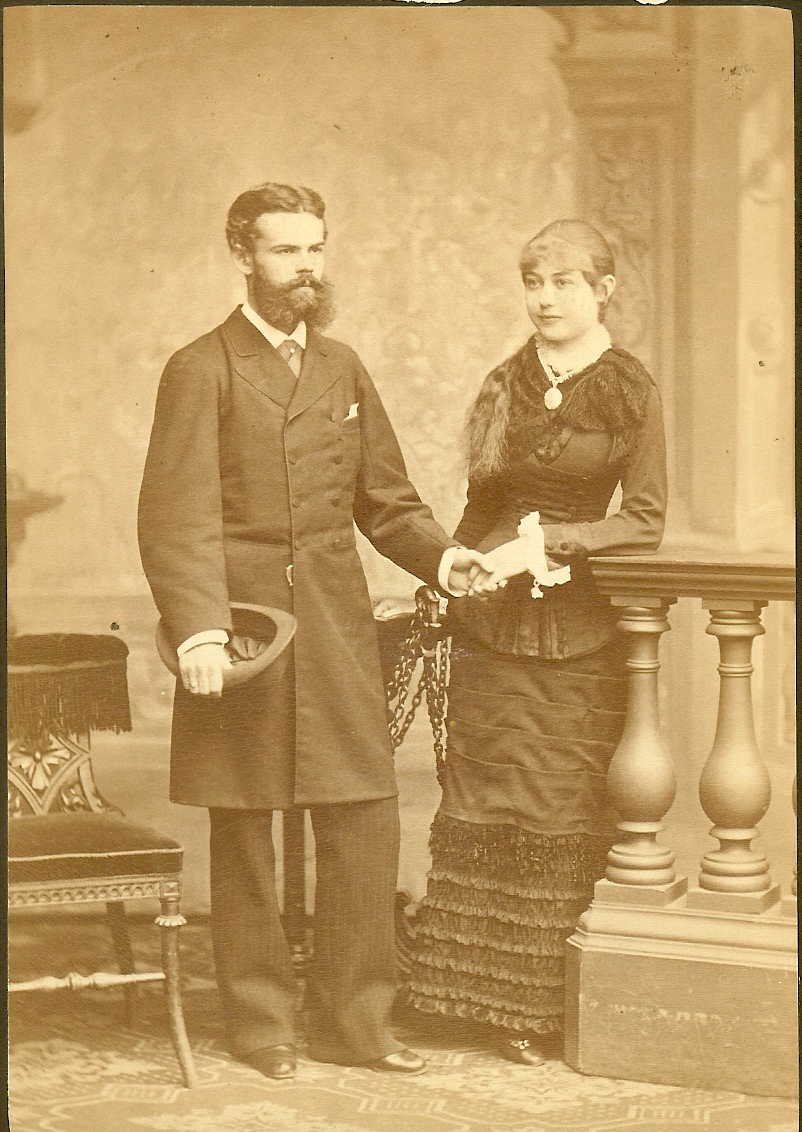
Bohdan i Eugenia Broniewscy

Syn Bronisława, ziemianina i Ewy z Koszutskich. Ożeniony z Eugenią Satałecką, z którą miał czworo dzieci: Mieczysława Broniewskiego, Zygmunta Broniewskiego, Zofię i Krystynę.
Absolwent wydziału chemicznego Politechniki Wiedeńskiej. Po ukończeniu studiów pracował w kilku cukrowniach Królestwa Polskiego. W 1905 roku organizował i zakładał cukrownię w Aszihe w Mandżurii. W czasie I wojny światowej zaangażował się w prace Międzypartyjnego Koła Politycznego i z jego ramienia wszedł w 1918 roku do rządu Jana Kantego Steczkowskiego, jako minister przemysłu i handlu. W okresie od 30 września do 23 października 1918 pełnił w nim urząd Wiceprezydenta Ministrów. Współorganizował branżę ubezpieczeniową odrodzonej Polski. Ministerstwo Skarbu powołało go na członka Rady Finansowej Państwa. 

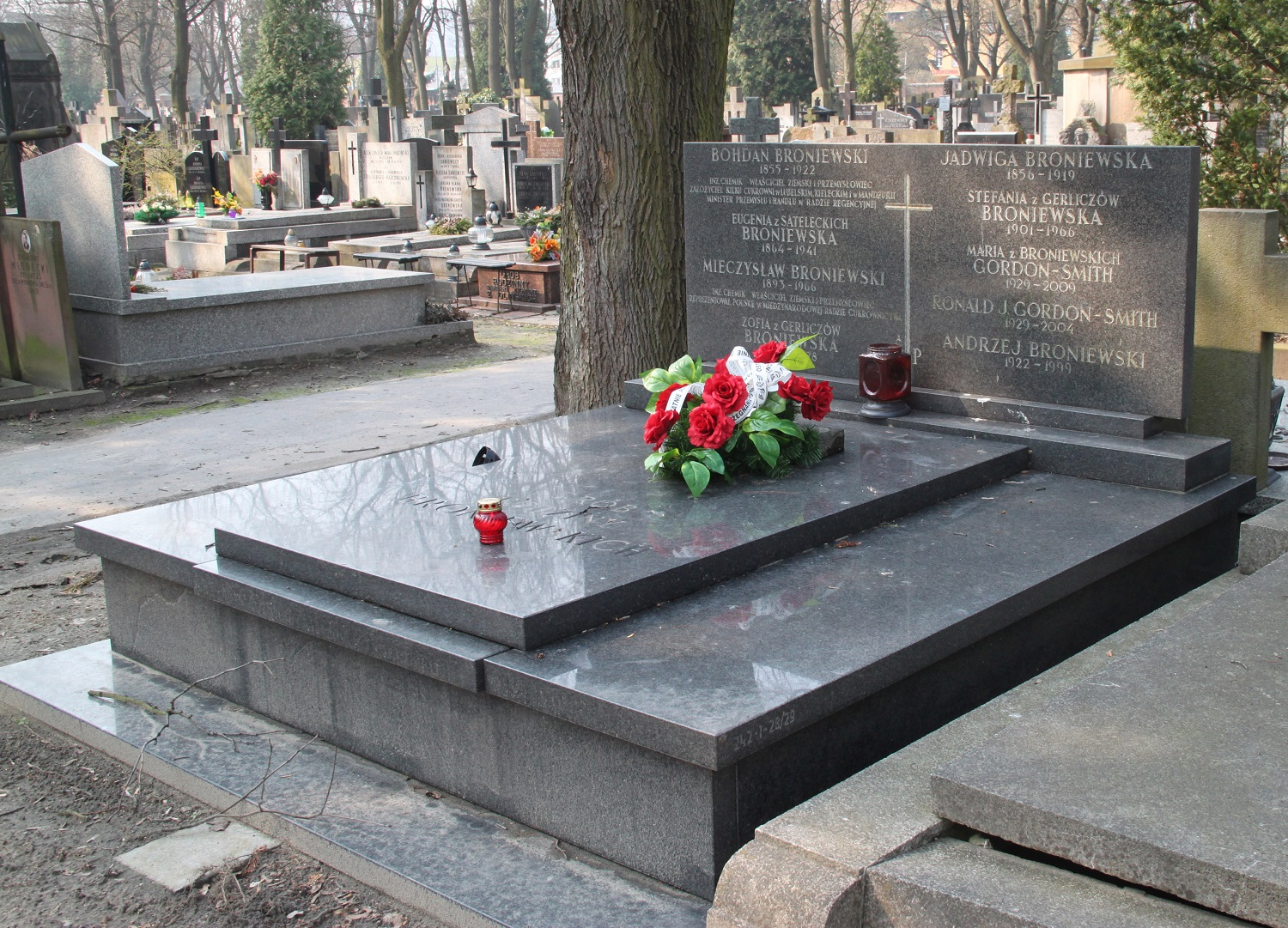
Grób rodziny Broniewskich, Stare Powązki, Warszawa

Pochowany został w grobowcu rodzinnym na Starych Powązkach w Warszawie, kw. 242, rząd 1, miejsce 28-29.